# Barbagrigia Calcetto
Il Barbagrigia Calcetto è stata una squadra italiana di calcio a 5 con sede ad Ascoli Piceno.

## Storia
Tra le pioniere della disciplina in Italia, la società fu fondata nel 1980 da Gabriele Cinelli che negli anni ricoprì diversi ruoli: giocatore, allenatore e presidente. La denominazione deriva dallo sponsor della squadra, l'azienda di calzature sportive Barbagrigia. Già nella prima stagione la società ascolana partecipa al torneo giocato al Foro Italico di Roma. Due anni più tardi prende parte al torneo di Chianciano concludendolo al 5º posto mentre nel 1983 centra il 4º posto nelle fasi finali di Ancona. Nel 1985 il Barbagrigia raggiunge la finale di Coppa Italia regionale a Fabriano. Il miglior traguardo sportivo raggiunto dalla società è però il terzo posto assoluto conquistato nella poule scudetto giocata nel 1987 a Palermo. Anche nella stagione seguente il Barbagrigia si qualifica alla fase nazionale, fallendo tuttavia la qualificazione alle semifinali di Merano. Nel 1988-89 la squadra nuovamente le semifinali dove viene sconfitta dalla Roma RCB, poi campione d'Italia. La stagione seguente prende parte al primo campionato di Serie A, articolato in più gironi, nel quale si qualifica nuovamente per la fase finale e ottiene l'ammissione al successivo campionato a girone unico. Sarà questo l'ultimo campionato giocato dalla società, concluso con la salvezza.